# Отдельная реальность
Отдельная реальность (англ. A Separate Reality) — вторая книга Карлоса Кастанеды, опубликованная издательством Simon & Schuster в 1971 году. В книге описывается продолжение ученичества Кастанеды (с 1968 по 1971 год) у дона Хуана, мексиканского шамана из племени яки. По утверждениям Кастанеды книга является описанием реальных событий, однако этот факт ставится под сомнение некоторыми читателями.
Как и в первой книге «Учение дона Хуана», Кастанеда описывает свои ощущения под воздействием психотропных растений, предлагаемых ему доном Хуаном: пейота (Lophophora williamsii) и курительной смеси, в составе которой, по мнению Кастанеды, были сушёные грибы рода Psilocybe. Основная идея, которой посвящена книга — это попытка дона Хуана заставить Кастанеду «видеть». Кастанеда описывает «видение» как способ «прямого восприятия энергии в том виде, как она течёт во вселенной».
Книга состоит из вступления, эпилога и двух отдельных частей. В первой части, которая называется «Подготовка к видению», Кастанеда описывает свою повторную инициацию в обучение, которое он покинул в конце 1965 года. Читатель также знакомится с ещё одним шаманом, другом дона Хуана — доном Хенаро. Во второй части книги более подробно описываются умственные процессы, связанные с «видением», к которому, как начинает понимать Кастанеда, можно прийти только через использование растений. Однако как сам Дон Хуан Матус говорил Карлосу: растения являлись лишь способом «расшатать» его точку сборки, поэтому вследствие его «тупости» приходилось неоднократно прибегать к их помощи.

## Содержание
В начале Карлос кратко пересказывает содержание предыдущей книги, добавляя некоторые подробности. Так мы узнаем, что встреча с доном Хуаном произошла не на остановке, а в автобусном депо, что их познакомил общий приятель по имени Билл, что фамилия Хуана - Матус, что разрыв с доном Хуаном в 1965 году связан с испугом Карлоса. Затем, после написания первой книги в 1968 году, Карлос вновь возвращается к общению с доном Хуаном на территории Мексики. Во время второго цикла ученичества дон Хуан подчеркивает разницу между действием смотрящего и видящего. В мексиканском ресторане дон Хуан замечает, что многие люди знания напоминают нищих детей, которые питаются объедками со стола. Примечательно, что во время второго цикла ученичества Карлос лишь беседует с доном Хуаном, пытаясь выяснить некоторые обстоятельства прошлого опыта. Одной из тем их бесед становится маг (брухо) дон Винсент, который сделал в прошлом Карлосу «подарок силы». Карлос узнает, что магия и видение — разные вещи, что человек в истинном свете представляет собой светящееся яйцо. В качестве постороннего Карлос наблюдает за пейотной церемонией и продолжает беседовать с доном Хуаном на разные темы, в том числе и о политике. Во время одной из бесед местные мексиканцы (Бениньо, Хенаро, Элихио) подчеркивают вред пейота как возможную причину безумия. При разговоре с ними дон Хуан защищает пейотизм, подчеркивая, что ведущие общепринятый образ жизни в сочетании с бытовым пьянством ничем не лучше жизни животных. Здесь он приводит в пример своего внука Люсио. Дон Хуан даже противопоставляет Мескалито и Христа, настаивая, что Мескалито лучший помощник. Однако мексиканцы, включая внука дона Хуана, продолжают оставаться при своем мнении. После этого разговора Карлос узнает, что местные жители, включая родственников, считают дона Хуана помешанным чудаком. Затем дон Хуан говорит Карлосу о «контролируемой глупости», поскольку все в мире есть игра и ничто не имеет значения («все вещи равны; и оттого, что они равны, ни одна из них не важна»). В качестве примера дон Хуан вспоминает своё поведение в момент смерти своего сына, погибшего при строительстве панамериканской дороги. Во время беседы с магом доном Хенаро Карлос узнает, что дон Хуан — это лирический маг, поскольку выбрал в качестве своего животного ворону. Злые выбирают сову, а добрые — орла, подчеркнул дон Хенаро. 
С помощью курительной смеси Карлос видит «хранителя» другого мира и противостоит ему. А в другой раз воспринимает мир как ребёнок, у которого пока ещё отсутствует описание мира.
Воля: воин становится магом, когда приобретает волю. 
Спустя некоторое время дон Хуан вновь возвращается к теме противостояния с ведьмой ла Каталиной, от которой Карлос должен защитить свою душу. 
Эпилог:  Кастанеда будет теперь вынужден жить как "воин". Он приобрёл "знание" в борьбе с собой (с чужеродными установками, программами социума), но он остаётся светящимся яйцом, которое когда-нибудь умрёт. 
«Ты всё ещё светящееся яйцо. Ты всё ещё умрёшь как и все. Тут нечего менять в светящемся яйце. И в тебе ничего в действительности не изменилось». ( "you had to struggle for this knowledge; it wasn't just given to you; it wasn't just handed down to you. You had to beat it out of yourself. Yet you're still a luminous being. You're still going to die like everyone else. I once told you that there's nothing to change in a luminous egg. Nothing has really changed in you." )
То есть «новые видящие» изменяют не сам кокон / светящееся яйцо, а отношение к себе и к окружающему миру.